# Джон, Пол (валлийский регбист)
Пол Джон (англ. Paul John, родился 25 января 1970 года в Понтиприте) — валлийский регбист и регбийный тренер; в бытность игроком выступал на позиции скрам-хава, как тренер привёл сборную Уэльса по регби-7 к первой в истории победе на чемпионате мира в 2009 году в ОАЭ, а сборную Гонконга по регби-7 — к чемпионству на Азиатских играх 2018 и 2022 года.

## Биография

### Клубная карьера
Окончил Кардиффский столичный университет, выступал за его регбийную команду. На клубном уровне выступал за команды «Лантуит Фардр» (с сезона 1986/1987 по 1990/1991), «Кардифф» и «Понтиприт» (капитан команды). Также играл за «Селтик Уорриорз» и за «Кардифф Блюз». Игровую карьеру завершил в 2005 году.

### Карьера в сборной
В сборной Джон сыграл 10 игр. Первый матч провёл против Тонга 22 июня 1994 года в Нукуалофа, последний — 27 июня 1998 года против ЮАР в Претории. Набрал 5 очков благодаря одной попытке. В 1997 году был капитаном сборной во время турне по Канаде.

### Тренерская карьера
До 2010 года Джон работал главным тренером клуба «Понтиприт», также занимая должность помощника тренера. С 2009 по 2014 годы работал тренером сборной Уэльса по регби-7 и в последний сезон своей работы привёл «драконов» к первой в истории победе на чемпионате мира по регби-7, покинув этот пост в 2014 году и доверив его Гарету Уильямсу. С 2014 по 2017 годы работал тренером защитников клуба «Кардифф Блюз», дважды исполняя обязанности главного тренера после отставки Фила Дэвиса и Марка Хэмметта в 2014 и 2015 годах.
В 2017 году Джон сменил Гарета Бэйбера на посту тренера сборной Гонконга по регби-7 (Бэйбер отправился работать со сборной Фиджи, олимпийскими чемпионами Рио), дебютировав с командой на ежегодном турнире в Борнео в преддверии Гонконгской серии. Через год на Азиатских играх Гонконг взял под руководством Пола Джона золотые медали, победив в финале Японию 14:0.

### Семья
Вне регби Пол Джон в течение 14 лет работал учителем физкультуры в школах Брин Келинног (Беддау) и Койдилан (Килфинидд), позже поступил на тренерские курсы в Национальную академию Валлийского регбийного союза и окончил их, попутно работая в Валлийском регбийном союзе в программе развития женского регби.
Отец — Деннис Джон, в прошлом регбийный тренер, руководивший в 1998 году сборной Уэльса в паре встреч. Пол женат, у него трое детей.